# AB0
AB0 (udtales a-b-nul) bruges til at angive tilstedeværelsen af et, begge eller ingen af A- og B- antigenerne på erytrocytter.
Systemet blev opdaget af Karl Landsteiner i 1901,  og det er en samlet oversigt over fire forskellige blodtyper. Blodtyperne er genetisk bestemt. Man kan have henholdsvis type A, B, AB eller 0. Betegnelsen fortæller, hvilke antigener man har. Har man type A, har man også antigen A, har man type B har man antigen B, har man type AB har man begge slags, og hvis man har type 0, har man ingen antigener overhovedet.
Antigener er store molekyler, som kroppens immunforsvar kan genkende, f.eks. proteiner. Antigenerne fra AB0 systemet er en del af overfladen i alle kroppens celler. Også andre organismer, så som colibakterier har disse antigener. Når kroppens immunforsvar møder nogle antigener, det ikke kender, vil kroppen begynde at danne antistoffer mod dette antigen. Det er dog forskelligt fra antigen til antigen, hvor lang tid det tager at danne antistofferne.
Antistoffer er stoffer, der passer sammen med hver deres bestemte antigen, som en nøgle passer i en lås. Når antistof kommer i kontakt med det antigen, som det passer sammen med, vil det binde sig til antigenet. Et antistof bundet til antigen vil tiltrække neutrofile hvide blodlegemer, der vil omslutte antistoffet, antigenet og det antistoffet sidder på, som regel en bakterie. Blodlegemet ødelægger derefter det hele, sådan at bakterien ikke kan formere sig.
AB0-antistofferne dannes i løbet af de første 3 måneder, man lever. De dannes, når immunforsvaret kommer i kontakt med colibakterierne i tarmen. Det skyldes, at colibakterierne har visse overfladeproteiner, som ligner antigenerne i AB0-systemet. Når barnets immunsystem har været i kontakt med de fremmede proteiner på colibakterierne, vil det iværksætte en immunreaktion og danne antistoffer. En med blodtype A vil derfor have antistof mod antigen B, og en med blodtype B vil have antistof mod A. En, der har blodtype AB har begge antigener selv, og vil derfor ikke have dannet antistoffer mod nogen af delene. Til gengæld vil en med blodtype 0 have dannet antistoffer mod både antigen A og B. 